# 納默巴赫河
51°20′43″N 7°34′48″E / 51.34528°N 7.58000°E

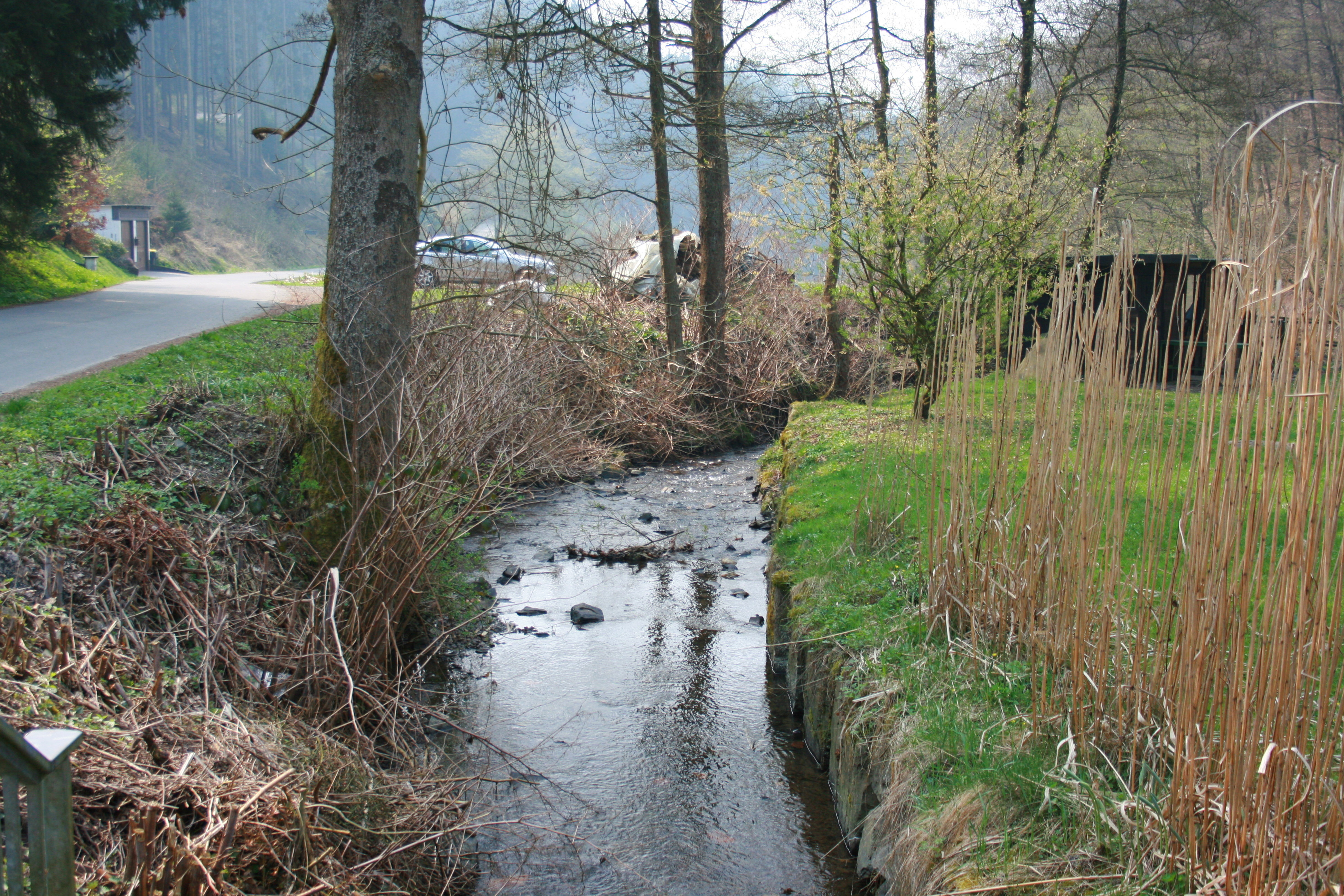

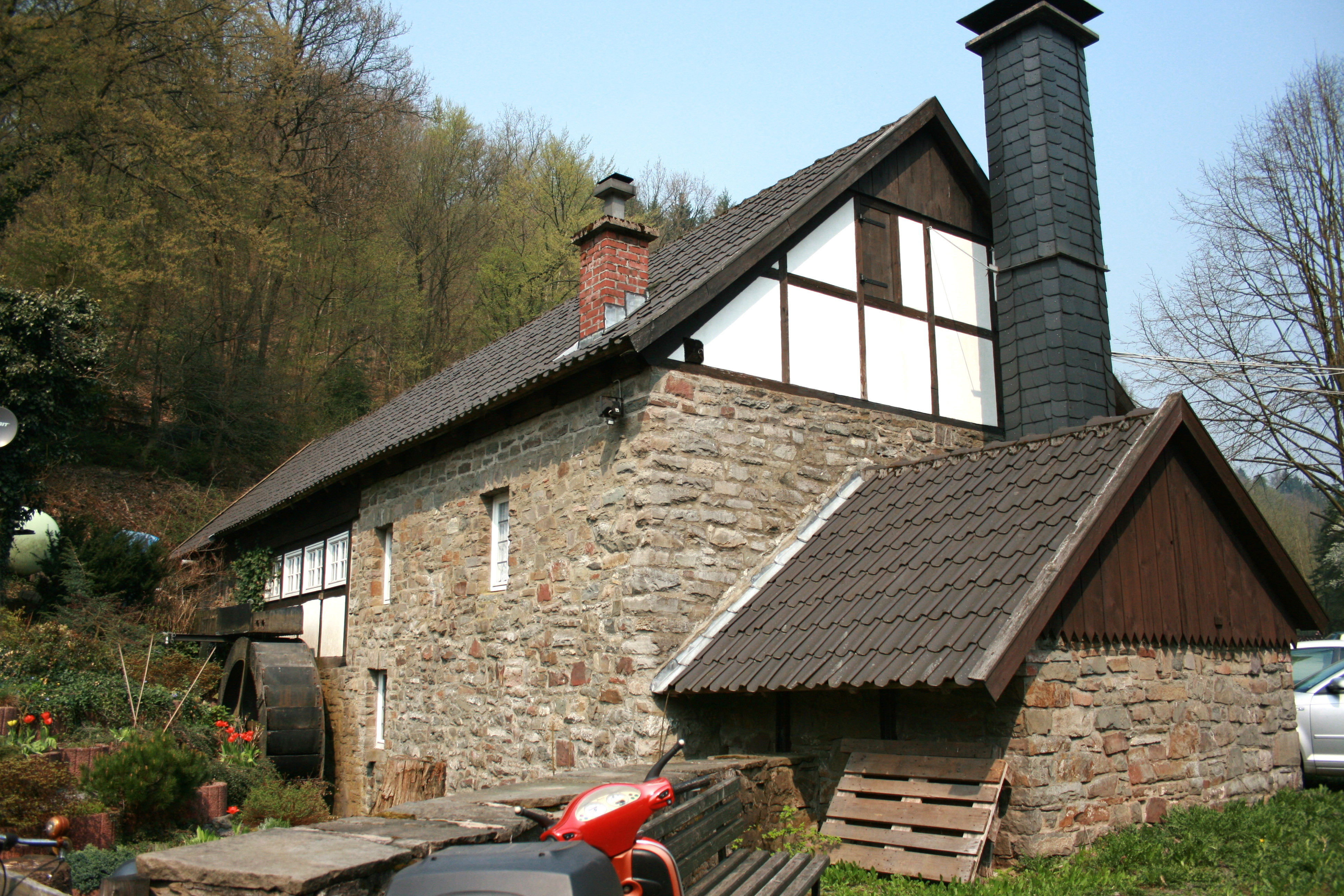

納默巴赫河（德語：Nahmerbach），是德國的河流，位於該國西部，處於北萊茵-威斯特法倫州，屬於萊內河的左支流，河道全長11.5公里，流域面積25.9平方公里。